# 이마이세정
이마이세정(今伊勢町)은 일본 아이치현 나카시마군에 설치되었던 정이다. 현재의 이치노미야시의 일부에 해당한다.